# حرف
الحَرْفُ الجمع : أحرف و حروف يطلق على ما يتركب منه اللفظ، ويسمى حرف التهجي وحرف الهجاء وحرف المبنى.

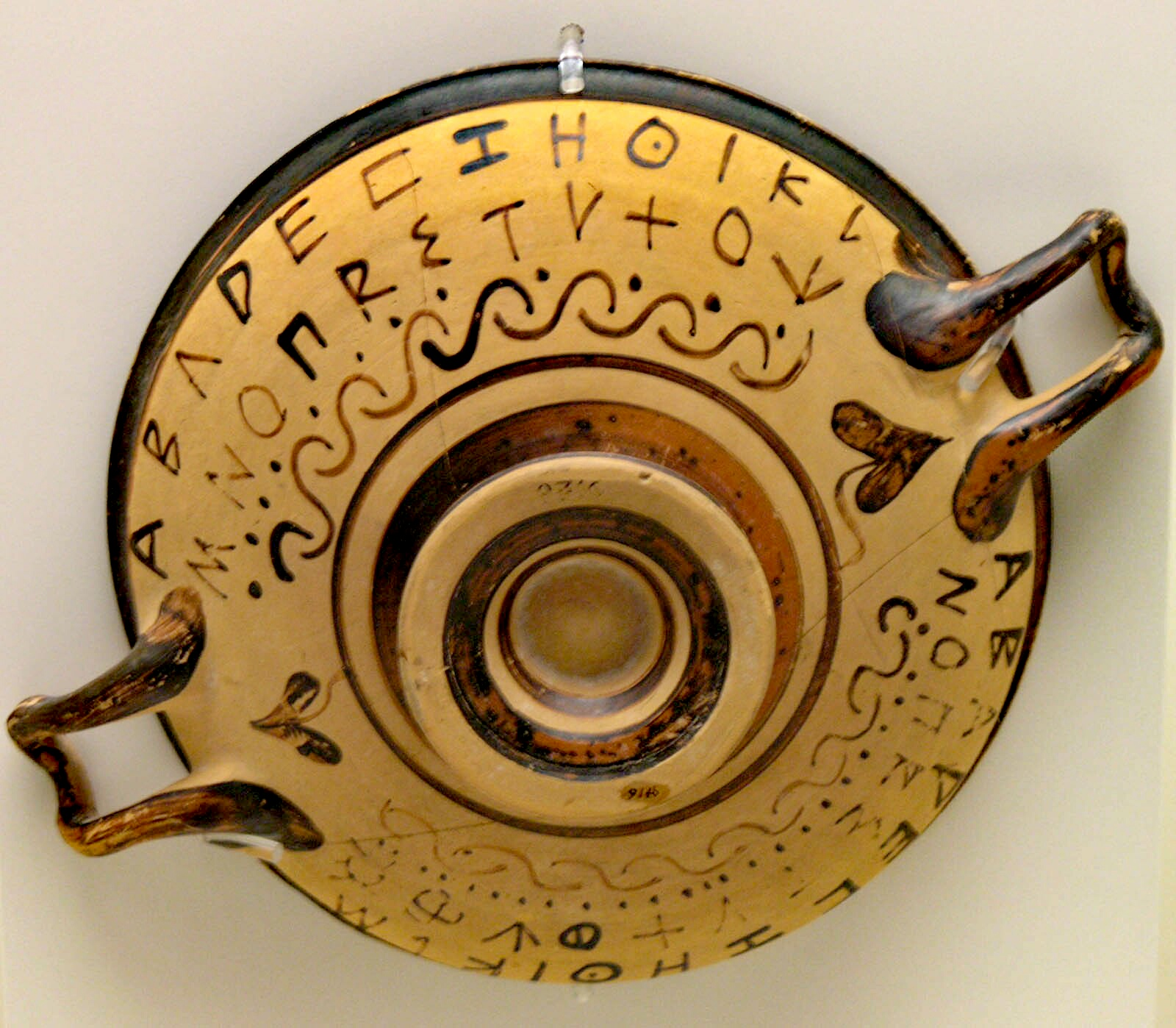
الحروف اليونانية القديمة على مزهرية

## تاريخ
ظهرت الكتابة في بلاد ما بين النهرين حوالي 3500 قبل الميلاد، وفي مصر القديمة حوالي 3500 قبل الميلاد.
ولأول مرة، كتب المصريين على ورق البردي في 2400 قبل الميلاد.
وقد ولدت الأبجدية الحقيقية الأولى حوالي 1400 قبل الميلاد.
وفي القرن الثالث قبل الميلاد، ظهرت الأبجدية اللاتينية التي كانت من 19 حرفا، والتي صارت فيما بعد أصل الأبجديات الأوروبية.

## أبجديات
كل نظام كتابة مبني على أبجدية أو ألفبائية لها حروفها الخاصة، بعض الحروف تتواجد في عدة لغات مع اختلافات في نطقها.
- أبجدية عربية: ا، ب، ت، ث، ج، ح، خ، د، ذ، ر، ز، س، ش، ص، ض، ط، ظ، ع، غ، ف، ق، ك، ل، م، ن، هـ، و، ي.
- أبجدية سريانية: ܐ، ܒ، ܓ، دالت  [لغات أخرى]‏، ܗ، ܘ، ܙ، ܚ, تيث  [لغات أخرى]‏, يود  [لغات أخرى]‏, ܟܟ, لام  [لغات أخرى]‏, ܡܡ، ܢܢ, سيمخ  [لغات أخرى]‏, عين  [لغات أخرى]‏, بي  [لغات أخرى]‏, صاد  [لغات أخرى]‏, ܩ، ريش, شين  [لغات أخرى]‏, طاو  [لغات أخرى]‏.
- ألفبائية كيريلية: А، Б، В، Г، حرف سيريليك غي المقلوب، Д، Е، Є، Ж، З، И، I منقط (السيريلية)، Ї، Й، К، Л، М، Н، О، П، Р، С، Т، У، Ф، Х، Ц، Ч، Ш، Щ، Ю، Я، Ъ، Ь، دجي، Љ، Њ، Ћ, Џ, Ы.
- ألفبائية يونانية: Α، Β، Γ، Δ، Ε، Ζ، Η، Θ، Ι, Κ، Λ، Μ، Ν، Ξ، Ο، Π، Ρ, Σ، Τ، Υ، Φ، Χ، Ψ، Ω.
- أبجدية عبرية:א, بيت  [لغات أخرى]‏, جيم  [لغات أخرى]‏, دالت  [لغات أخرى]‏, هي  [لغات أخرى]‏, واو  [لغات أخرى]‏, زين  [لغات أخرى]‏, هيث  [لغات أخرى]‏, ט، י, كاف  [لغات أخرى]‏, ل  [لغات أخرى]‏, ميم  [لغات أخرى]‏, نون  [لغات أخرى]‏, ס, ع  [لغات أخرى]‏, ف  [لغات أخرى]‏, צ, قوف  [لغات أخرى]‏, ريش، ש,ت  [لغات أخرى]‏ .
- ألفبائية لاتينية: A، B، C، D، E، F، G، H، I، J، K، L، M، N، O، P، Q، R، S، T، U، V، W، X، Y، Z.
- هانغل:ㄱ ㄲ ㄴ ㄷ ㄸ ㄹ ㅁ ㅂ ㅃ ㅅ ㅆ ㅇ ㅈ ㅉ ㅊ ㅋ ㅌ ㅍ ㅎ ㅏ ㅐ ㅑ ㅒ ㅓ ㅔ ㅕ ㅖ ㅗ ㅘ ㅙ ㅚ ㅛ ㅜ ㅝ ㅞ ㅟ ㅠ ㅡ ㅢ ㅣ
- بوبوموفو:ㄅ ㄆ ㄇ ㄈ ㄉ ㄊ ㄋ ㄌ ㄍ ㄎ ㄏ ㄐ ㄑ ㄒ ㄓ ㄔ ㄕ ㄖ ㄗ ㄘ ㄙ ㄚ ㄛ ㄜ ㄝ ㄞ ㄟ ㄠ ㄡ ㄢ ㄣ ㄤ ㄥ ㄦ ㄧ ㄨ ㄩ
- تيفيناغ : تيفيناغ، تيفيناغ، تيفيناغ، تيفيناغ، تيفيناغ، تيفيناغ، تيفيناغ، تيفيناغ، ⴳⵯ، تيفيناغ، تيفيناغ، تيفيناغ، تيفيناغ، تيفيناغ، ⴽⵯ، تيفيناغ، تيفيناغ، تيفيناغ، تيفيناغ، تيفيناغ، تيفيناغ، تيفيناغ، تيفيناغ، تيفيناغ، تيفيناغ، تيفيناغ، تيفيناغ، تيفيناغ، تيفيناغ، تيفيناغ، تيفيناغ، تيفيناغ، تيفيناغ.
- ألفبائية صوتية دولية:نظام كتابة شامل لجميع الوحدات الصوتية الموجودة في أي لغة، من ابتكار الجمعية الصوتية الدولية، وذلك كتمثيل موحّد للأصوات في اللغات المتكلم بها.

## رسم الحرف
يمكن لرسم الحرف الواحد أن يتغير:
- استعمال حرفين بدل الواحد.
- تغير الحرف حسب موضعه من الكلمة كما في العربية(مـمـم عـعـع ع) والعبرية(الحرف מ يكتب ם في نهاية الكلمة) واليونانية(الحرف اليوناني σ يكتب ς في نهاية الكلمة).
- استعمال حروف كبيرة لبداية بعض الكلمات كما في اللاتينية(Aa Ee Zz).